# Józef Gordon de Huntley
Józef Gordon de Huntley herbu Bydant (ur. ok. 1732 roku) – pułkownik Gwardii Konnej Koronnej w 1780 roku. Komisarz Komisji Kwaterniczej od 1776 roku.